# Piero Montagnani
Piero Montagnani (Borgo Val di Taro, 3 maggio 1901 – Milano, 20 marzo 1976) è stato un politico, antifascista e partigiano italiano.

## Biografia
Laureato in farmacia. Per la sua attività antifascista durante la dittatura, Montagnani fu condannato al confino a Ponza e a Ventotene. Complessivamente, contando anche i periodi di carcerazione, fu privato della libertà per undici anni. Fu per lui del tutto naturale, dopo l'8 settembre del 1943, partecipare alla guerra di liberazione nelle file della Resistenza.
Tra i principali organizzatori della lotta partigiana, Piero Montagnani, che per le sue azioni fu decorato di Medaglia d'argento al valore militare, fece parte dei Triumvirati insurrezionali della Toscana e, liberata questa regione, dell'Emilia-Romagna.
Dopo la Liberazione è stato vicesindaco di Milano. Fu anche deputato all'Assemblea Costituente e nel 1948 fu eletto senatore per il PCI nella circoscrizione di Milano; il mandato parlamentare gli fu rinnovato per altre tre legislature: rimase quindi a Palazzo Madama fino al 1968.
Morì nel 1976 all'età di 74 anni.